# Now! (Vic Dana)
Now! è il quinto album del cantante pop statunitense Vic Dana, pubblicato nel novembre del 1964.

## Tracce

### LP (1964, Dolton Records, BLP-2032/BST-8032)
Lato A
1. Frenchy – 2:35 (Eddie Snyder, Larry Kusik)
2. It Was Night (Foi a noite) – 3:02 (testo: Newton Mendonça; testo in inglese di Gene Lees – musica: Antônio Carlos Jobim)
3. The Name of the Game Is Love – 1:59 (Randy Newman)
4. I'm Yours – 2:44 (testo: E.Y. Harburg – musica: Johnny Green)
5. On a Slow Boat to China – 3:02 (Frank Loesser)
6. The Thunder of You – 2:29 (Addy Fieger)

Durata totale: 15:51
Lato B
1. Down by the Riverside – 2:20 (Tradizionale: arrangiamento e adattamento di Dick Glasser)
2. (It's No) Sin – 2:02 (testo: Chester R. Shull – musica: George Hoven)
3. Ramona – 2:20 (testo: Louis Wolfe Gilbert – musica: Mabel Wayne)
4. Love Is All We Need – 2:20 (Ben Raleigh, Don Wolf)
5. Sea Winds – 2:50 (Arnold Murray, Morgan Jones)
6. Hi-Lili, Hi-Lo (dal film della MGM: "Lili") – 2:02 (testo: Helen Deutsch – musica: Bronislau Kaper)

Durata totale: 13:54

## Musicisti
- Vic Dana – voce

### Produzione
- Dick Glasser – produzione
- Tommy Oliver e Ernie Freeman – arrangiamenti
- "Lanky" Linstrot e Eddie Brackett – ingegneri delle registrazioni
- Studio Five – design e fotografie copertina album originale
- Sammy Davis Jr. – note retrocopertina album originale[2]